# ФК Мелбурн виктори
Фудбалски клуб Мелбурн виктори (енгл. Melbourne Victory Football Club) професионални је аустралијски фудбалски клуб из Мелбурна, основан 2004. године. Такмичи се у Првој лиги Аустралије.
Међу најуспешнијим је клубовима у Аустралији, а такође и један од клубова са највише навијача. Неколико пута су наступали у АФК Лиги шампиона.

## Трофеји
Прва лига Аустралије
- Премијершип: 2006/07, 2008/09, 2014/15.
- Чемпионшип: 2007, 2009, 2015, 2018.